# Berlingo
Berlingo är en ort och kommun i provinsen Brescia i regionen Lombardiet i Italien. Kommunen hade 2 782 invånare (2018).